# Ivan Iščenko
Ivan Ivanovyč Iščenko (* 15. května 1980 Mykolajiv) je bývalý ukrajinský zápasník–volnostylař.

## Sportovní kariéra
Připravoval se v rodném Mykolajivu pod vedením Julaje Tupejeva. Jako nadějný juniorský reprezentant však v roce 2002 doplatil na změnu váhového limitu jeho kategorie ze 130 kg na 120 kg. Do roku 2005, kdy ukončil vysokoškolská studia v Mykolajivu se na mezinárodní scéně ukazoval sporadicky.
V roce 2006 vybojoval pozici ukrajinské reprezentační jedničky ve váze do 120 kg, ale v závěru sezony se zranil a po operaci vynechal celý rok 2007. V roce 2008 však porazil na ukrajinském mistrovství v Oděse Vadima Tasojeva a získal nominaci na olympijské hry v Pekingu. Do Pekingu formu optimálně nevyladil a prohrál v úvodním kole s Turkem Aydınem Polatçım ve třech setech v poměru 1:2. Sportovní kariéru ukončil po nevydařené kvalifikaci na olympijské hry v Londýně.

## Výsledky
| Turnaj             | 1998 | 1999 | 2000 | 2001 | 2002 | 2003 | 2004 | 2005 | 2006 | 2007 | 2008 | 2009 | 2010 |
| Turnaj             | 18   | 19   | 20   | 21   | 22   | 23   | 24   | 25   | 26   | 27   | 28   | 29   | 30   |
| Turnaj             | -130 | -130 | -130 | -130 | -120 | -120 | -120 | -120 | -120 | -120 | -120 | -120 | -120 |
| ------------------ | ---- | ---- | ---- | ---- | ---- | ---- | ---- | ---- | ---- | ---- | ---- | ---- | ---- |
| Olympijské hry     |      |      | —    |      |      |      | —    |      |      |      | úč.  |      |      |
| Mistrovství světa  | —    | —    |      | —    | —    | —    |      | —    | úč.  | —    |      | —    | —    |
| Mistrovství Evropy | —    | —    | —    | 5.   | —    | —    | —    | —    | 2.   | —    | —    | —    | 5.   |
| MS juniorů         | —    | 2.   | 1.   |      |      |      |      |      |      |      |      |      |      |
| ME juniorů         | 5.   | 1.   | 1.   |      |      |      |      |      |      |      |      |      |      |